# Todheugh Bridge
Die Todheugh Bridge ist eine Straßenbrücke nahe der schottischen Ortschaft Chirnsidebridge in der Council Area Scottish Borders. 1999 wurde das Bauwerk in die schottischen Denkmallisten in der Denkmalkategorie B aufgenommen.

## Beschreibung
Die Todheugh Bridge ist auf der Karte der Ordnance Survey des Jahres 1862 nicht verzeichnet, jedoch auf der Karte des Jahres 1900. Aus diesem Grund kann der Bauzeitraum in die zweite Hälfte des 19. Jahrhunderts, nach 1862 datiert werden.
Der Mauerwerksviadukt überspannt das Whiteadder Water rund 1,5 Kilometer westlich von Chirnsidebridge. In der Nähe befinden sich die Ruinen von Blanerne Castle beziehungsweise das Herrenhaus Blanerne House. Die Bogenbrücke überspannt den Fluss mit drei ausgemauerten elliptischen Bögen. Ihr Mauerwerk besteht aus Werkstein vom Sandstein. Oberhalb der Bögen markiert ein Zierband den Verlauf des Brückendecks. Die beiden mittleren Pfeiler sind mit Eisbrechern ausgeführt. Die flankierenden Pilaster sind über die gemauerten Brüstungen hinaus geführt und schließen mit pyramidalen Kappen. Architektonisch weist die Todheugh Bridge Parallelen zur weiter flussaufwärts gelegenen Preston Bridge auf.